# Relations entre les États-Unis et Taïwan
Les relations entre les États-Unis et Taïwan désignent les relations internationales s'exerçant entre, d'une part, les États-Unis d'Amérique, et de l'autre, la république de Chine.
En 1979, après s'être rapproché du gouvernement chinois en reconnaissant la république populaire de Chine, les États-Unis ont rompu leurs relations officielles et diplomatiques avec Taïwan, considéré comme faisant partie de la Chine par la République populaire. Les relations sont, dès lors, devenues non-officielles et informelles et le pays nord américain ne considère pas Taïwan comme un état à part entière.
Les États-Unis d'Amérique mènent, vis-à-vis de l'ile voisine de la Chine, une politique d'ambiguïté délibérée afin de stabiliser les relations transdétroit.
Le 2 août 2022, la présidente de la Chambre des représentants des États-Unis, Nancy Pelosi, fait une escale à Taïwan lors de sa tournée dans plusieurs états d'Asie. Par la suite, la Chine a réalisé plusieurs exercices militaires autour de Taiwan, et a mis fin à la coopération avec les États-Unis sur plusieurs dossiers.

## Histoire

### Débuts
Au XIXe siècle, les premières tentatives de relations ont eu lieu. Début de la seconde moitié de ce siècle, des diplomates américains ont en effet suggéré d'obtenir Taïwan, mais l'idée a été rejetée. En 1867, lors de l'incident du Rover, des aborigènes taïwanais ont attaqué et tué tous les marins américains victimes d'un naufrage.
Lorsqu'il était sous domination japonaise, Taïwan a accueilli le consulat des États-Unis à Taipei à partir de 1913. Ce n'est qu'en 1941, lorsque les États-Unis ont déclaré la guerre contre le Japon durant la seconde Guerre mondiale, que le consulat a été fermé. Le site est maintenant protégé.
La Chine et les États-Unis se sont alliés contre le Japon durant la guerre du Pacifique et ce n'est qu'en octobre 1945 que la reddition du Japon a eu lieu. Cependant, le gouvernement des États-Unis n'a jamais reconnu que Taïwan avait été intégré à la Chine, ce qui a consolidé la méfiance de Chiang Ching-kuo.
Lorsque Taïwan était sous domination japonaise, les États-Unis ont accueilli un consulat à Taipei (anciennement nommé Taihoku) à partir de 1913. À la suite de la Seconde Guerre mondiale où les États-Unis ont déclaré la guerre contre le Japon, le consulat a été fermé dès 1941. Le site est maintenant protégé. Lors de la reddition des troupes japonaises, le gouvernement des États-Unis n'ont pas reconnu que Taïwan avait été intégré à la Chine.
Les États-Unis ont fourni des aides financières à Taïwan entre la guerre de Corée et 1979, date à laquelle le pays nord-américain a reconnu officiellement la république populaire de Chine. Avant cette reconnaissance, un traité, nommé traité de défense mutuelle sino-américain a été signé entre les États-Unis et Taïwan et a eu lieu entre 1954 et 1979.
Dans le cadre du Commandement de la défense des États-unis à Taïwan, les États-Unis ont déployé des armes nucléaires sur l'île au début de la Guerre froide. Le retrait de ces armes a eu lieu en 1974, sur une demande de retrait par le président américain Richard Nixon datant de 1972.
Le 1er janvier 1979, au moment le plus instable de la rupture sino-soviétique, les États-Unis ont déplacé stratégiquement leur ambassade de Taipei vers Pékin afin de contrer les influences politiques et les menaces militaires de l'Union soviétique. L'ambassade de Taïwan aux États-Unis a été fermée et le traité de défense mutuelle avec Taïwan a pris fin le 1er janvier 1980.

### Post-démocratisation
Depuis la fin du traité de défense mutuelle entre les États-Unis et Taïwan, des relations non-officielles entre les deux régions, notamment commerciales et militaires, ont cependant eu lieu par la suite. Ces relations n'ont pas toujours été vues d'un bon œil par la Chine.
En juillet 2002, Chen Ding-nan, ministre de la Justice, est le premier fonctionnaire taïwanais à être invité à la Maison-Blanche depuis 1979.
Un dîner entre Kelly Craft, ambassadrice des États-Unis auprès des Nations-Unies, et James KJ Lee, directeur général du Bureau économique et culturel de Taipei à New York a eu lieu en septembre 2020 afin d'aider Taïwan à s'engager davantage au sein de l'ONU. Des discussions ont également eu lieu autour de la Covid-19 lors de cette rencontre, mais également en janvier 2021 lorsque la Tsai Ing-wen, présidente taïwanaise, a rencontré Kelly Craft qui a déclaré que Taïwan était un modèle pour le monde et que l'île avait tant à offrir. Cette dernière déclaration a été mal vue par Pékin qui a déclaré que certains politiciens américains paieront cher pour leurs paroles et leurs actes erronés.
En mars 2021, les États-Unis ont réaffirmé leurs relations avec Taïwan, notamment sur le plan militaire, afin de prospérer, d'améliorer la sécurité et leurs valeurs communes dans la région indo-pacifique.
Le 23 mai 2022, lors de son voyage en Asie, le président américain Joe Biden a assuré que son pays défendrait Taïwan en cas d'une possible invasion chinoise. Le 2 août de la même année, la présidente de la Chambre des représentants des États-Unis Nancy Pelosi s'est rendue à Taïwan. Sa visite a entrainé une réponse militaire et économique de la part de la Chine. En effet, la Chine a réalisé des exercices militaires avec des navires et des avions aux alentours de Taïwan. De plus, elle a réalisé des sanctions économiques contre Taïwan et les États-Unis et a mis fin à la coopération sur plusieurs dossiers avec le pays du nord de l'Amérique.